# Wypichowo
Wypichowo [pronunciación en polaco: /vɨpiˈxɔvɔ/] es un asentamiento ubicado en el distrito administrativo de gmina Nowa Wieś Lęborska, dentro del condado de Lębork, voivodato de Pomerania, en Polonia del norte. Se encuentra aproximadamente a 5 kilómetros al este de Nowa Wieś Lęborska, a 4 kilómetros al este de Lębork, y a 58 kilómetros al oeste de la capital regional Gdańsk.
Para detalles de la historia de la región, véase Historia de Pomerania.